# Ivančić
Ivančić je priimek več ljudi:
- Aldo Ivančić (*1959), slovenski elektronski glasbenik, bobnar in producent (Borghesia, Bast..) hrv. rodu
- Amando Ivančić (1727—1762), gradiščansko-hrvaški skladatelj
- Anton Celestin Ivančić (1813—1893), hrvaški pomorec, kapitan
- Ante Ivančić (*1937), hrvaški jadralec
- Ivan Ivančić (1879—1978), hrvaški šolnik, pedagog
- Ivan Ivančić - "Trendžo" (1937—2014), hrvaški metalec krogle in atletski trener
- Ivica Ivančić (1934—1994), hrvaški pianist in radijski glasbeni urednik
- Josip Ivančić (1877—1968), hrvaški strokovnjak za ribnike
- Ljubo Ivančić (1925—2003), hrvaški slikar
- Ratko Ivančić (15. stoletje), hrvaški arhitekt in kipar
- Slavko Ivančić (*1954), slovenski pevec, pianist in skladatelj zabavne glasbe (hrv. rodu)
- Stjepan Marija Ivančić (1852—1925), hrvaški cerkveni zgodovinar in glagoljaš
- Tomislav Ivančić (1938—2017), hrvaški teolog in filozof